# Queen's College (Adélaïde)
Pour les articles homonymes, voir Queen's.
Le Queen's College est une école privée pour garçons située à North Adelaide, dans la banlieue d'Adélaïde. Elle fonctionne en continu de 1891 à 1949, un record australien pour une école de garçons indépendante,.

## Historique
En 1885, le révérend Thomas Field (plus tard Canon Field) et Frank Dobbs fondent l'Adelaide School Collegiate pour l'Église anglicane dans les salles de classe de la Christ Church à North Adelaide, dans la banlieue d'Adélaïde,.
En 1891, l'école est reprise en tant qu'entreprise privée par J. H. Lindon et G. L. Heinemann, et rebaptisée The Queen's School en l'honneur de la reine Victoria,.

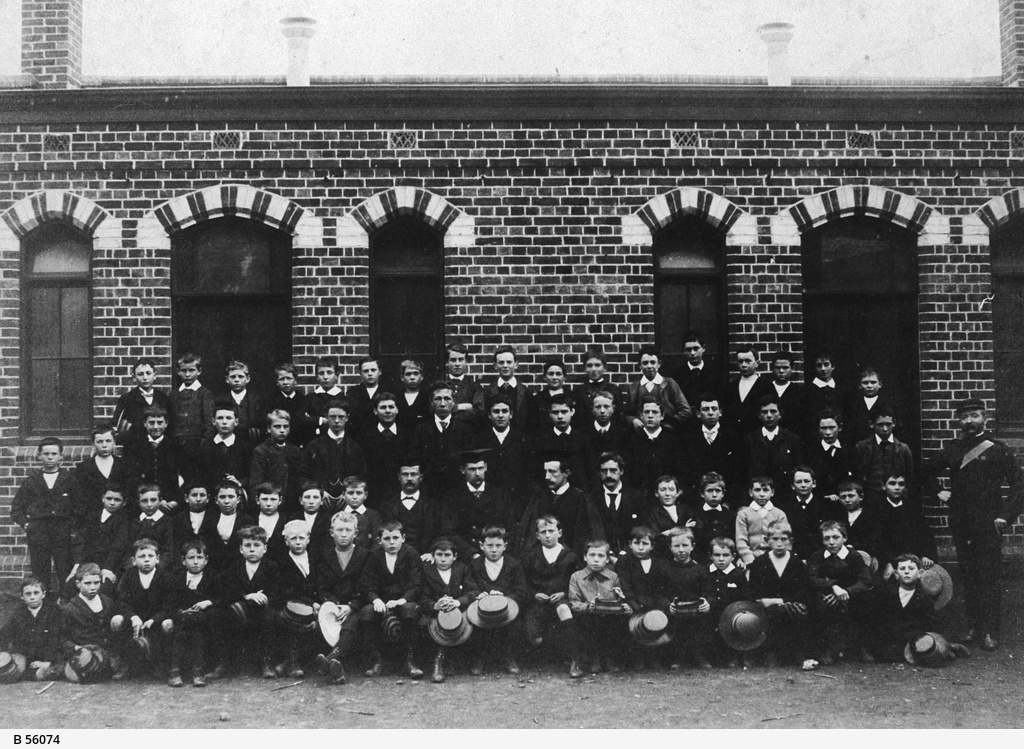
Professeurs et élèves de l'école en 1892.

La nouvelle école est un succès dès le départ. Lors de la remise des prix de fin d'année, l'examinateur visiteur B. T. Williams déclare que l'école a réussi à produire de nombreux garçons ayant un niveau d'éducation moyen plutôt que quelques garçons très talentueux. 
En 1893, un nouveau bâtiment est construit sur Barton Terrace et l'école double sa capacité d'accueil.
Heinemann part à la fin de 1895 et retourne en Grande-Bretagne. Lindon, qui est alors cloué au lit, prend comme partenaire RG Jacomb-Hood. Lindon meurt en 1897 et Hood rachète l'entreprise à la veuve de Lindon et dirige l'école avec succès pendant trente ans,.
Le 27 août 1926, Edward Stokes reprend l'école, qui continue à prospérer et, « sur les conseils d'un certain nombre de vieux garçons et de certains pédagogues », elle est rebaptisée Queen's College en 1928,.
Dans les années 30, le programme comprend l'histoire (ancienne, anglaise, australienne et économique), la géographie, les classiques, les langues modernes, les mathématiques, les sciences, la comptabilité et la sténographie. 
Les garçons sont organisés en deux Maisons, « Lindon » et « Jacomb-Hood » (plus tard simplement « Hood »), nommées d'après les deux premiers directeurs. Ils se disputent la Bonython Cup, offerte par John Langdon Bonython (en), homme politique et propriétaire du The Advertiser. Les couleurs de l'école sont le chocolat et l'or. La bibliothèque de l'école, qui contient plus de 800 livres, rend hommage à Ross Smith, qui, avec son frère Keith, ont fait leurs études à l'école. 
Stokes meurt le 7 avril 1934 et D. O. Haslam, qui travaille à l'école depuis 1931, loue le collège et le pensionnat aux administrateurs de Stokes.
L'effectif de l'école chute au milieu des années 30, puis revient à 100 élèves en 1938 et continue à augmenter, atteignant 133 élèves en 1941 et 160 en 1943, et il y a à ce moment-là trois Maisons : Hood, Lindon et Field. Une propriété supplémentaire est achetée en 1942 pour faire face à l'augmentation du nombre d'étudiants, puis en juillet 1949, Haslam annonce que l'école n'est plus viable et qu'elle fermera à la fin de l'année. Un comité de parents et d'étudiants tentent bien de sauver l'école en récoltant des fonds mais ils échouent. L'école ne peut pas surmonter l'obstacle financier majeur que représente la collecte d'une importante somme d'argent pour améliorer les normes et les installations. 
De nombreux élèves de l'école sont transférés à la Pulteney Grammar School (en).

## Étudiants notables
Les noms les plus connus parmi les anciens étudiants sont sans doute Ross et Keith Smith, mais l'école a compté sept ou huit boursiers Rhodes, dont Reginald Rudall (en) et le Dr William Ray (en), et un nombre surprenant d'éminents médecins, dont le Dr Thorold Grant, dont le cas de dermatite a fait la une des journaux en 1933, et l'éminent spécialiste ORL londonien F. F. Muecke, qui a épousé Ada Crossley (en).
Parmi les autres étudiants notables figurent Lawrence Bragg, Cecil Hackett (en), Elton Mayo et son frère Herbert Mayo (en), Wilfred McClaughry, Victor Marra Newland (en), Grenfell Price (en) et Arthur Rymill (en).
Pendant la Premier Guerre mondiale, environ 200 "anciens" s'engagent et 34 d'entre eux perdent la vie.